# S-49 (航空機)
 S-49／С-49
S-49C(#2400)
- 用途：戦闘機
- 設計者： イカルス
- 製造者： イカルス
- 運用者** ユーゴスラビア空軍及び防空軍
- 初飛行：1948年
- 生産数：約130 機
- 生産開始：1950年
- 運用開始：1950年
- 退役：1961年
- 運用状況：退役

S-49(セルビア語:С-49；クロアチア語:S-49)は、第二次世界大戦後にユーゴスラビアのイカルス社で開発されたレシプロ戦闘機である。同国の戦後の航空産業復興に大きく貢献した。

## 概要

### ユーゴスラビアの航空産業
第一次世界大戦後オスマン帝国やオーストリア・ハンガリー帝国等から独立を成し遂げたユーゴスラビアは、戦間期において独自の優れた航空産業を築き上げた。イカルスやロゴザルスキに代表されるユーゴスラビアの航空機メーカーは、戦闘機、爆撃機、飛行艇、多目的飛行機、グライダーなど軍民様々な機種の航空機を開発していった。ユーゴスラビア王国空軍には、第二次世界大戦直前の時点では、イギリスから輸入したホーカー フューリーやハリケーンMk.I、ドイツから輸入したメッサーシュミットBf 109Eが主力戦闘機として配備されていたが、国内メーカーではフューリーを基にしたイカルスIK-2、ハリケーンを基にしたイカルスIK-3/ロゴザルスキIK-Zといった戦闘機が開発・配備されていた。
しかしながら、第二次世界大戦初期におけるナチス・ドイツによる侵攻とクロアチア独立国の「独立」によりあらゆる産業は崩壊の憂き目に会い、航空産業もその例外とはならなかった。戦中は、主にクロアチアやスロヴェニアといった地域は枢軸国側に入り、一方イギリスやソ連などにはユーゴスラビア人部隊が組織された。特に、イギリス空軍に組織されたユーゴスラビアの戦闘機部隊については比較的よく知られており、そこではハリケーンMk.IIやスーパーマリン スピットファイアMk.V/IXなど第一線の機体が運用されていた。一方、クロアチアではBf 109GやフィアットG.50などを運用する戦闘機部隊の他、ユンカースJu 87、ドルニエDo 17などを運用する爆撃機部隊なども組織されていた。

### 最初のS-49
ティトーらパルチザンによるユーゴスラビアの解放後、同国ではすぐに国内航空産業の復興が始められた。1946年にはザルコヴォに空軍技術大学が創設されたが、これは国の航空技術及び研究の中心機関となった。そこでは、練習機、連絡機、訓練機といった様々な飛行機のプロジェクトが登場した。また、ユーゴスラビアの技師たちはIK-3をベースとしたS-49(С-49)戦闘機を設計したが、開戦までに生産されたIK-3の機体はすべて失われていたためこの作業は難航し、立案までに11ヶ月を要した。

### 戦力化
しかしながら、ユーゴスラビアは既製の飛行機やスペアパーツ、飛行機工場のための設備のみならず、ソ連から大きな支援を受けており、ユーゴスラビア人はソ連でパイロット、設計者、技師、技手として学び、見習いを勤めていたため、結局初期の案は廃され、新たにソ連のYak-9戦闘機を基にしたS-49A(С-49А)が立案された。それは、機体を金属・木材・布等による混合構造とし、収納式の主輪と尾輪を有するというものであった。既に当時のソ連や他の中・東欧諸国では機体を全金属製とするなど大幅な改設計を施したYak-9Pが配備されていたが、S-49Aは古い前期型のYak-9と部分的にはYak-3をモデルにして設計されていた。機体構造を全金属製としなかったのは、当時ユーゴスラビア国内では使用可能な金属が不足していたためである。隣国アルバニア、ハンガリー、ブルガリアなどがより先進的なYak-9Pを装備していたにも拘らずユーゴスラビアが国産機に拘ったのは、それだけ国内航空産業の復興と育成を重視していたということの表れであろう。なお、当時のユーゴスラビア空軍の主な運用戦闘機は、Bf 109GとYak-1B、Yak-3であった。
1948年に初飛行した試作機は、ユーゴスラビア空軍で運用されていたYak-3の搭載エンジンと同じソ連のクリーモフ設計局の開発したVK-105PF2液冷式V型12気筒エンジン(1244 馬力)1 基を装備していた。この新しい飛行機は45 機の政府の発注を受け、1951年までにすべて納入された。量産機には、Yak-1Bに搭載されていたものと同じVK-105PF2より性能の低いVK-105PFエンジン(1180馬力)が搭載された。武装は、同じくソ連製の20 mm機関砲ShVAK 1 門と12.7 mm機銃UBS 2門であった。納入された機体はゼムンの第204IAPと第117IAPに受領されたが、どちらの単位部隊も1957年にこの戦闘機が退役させられるまでにいくつかの飛行場を移動した。
こうして、イカルスS-49A戦闘機はユーゴスラビアの最も困難な時期にあって同国の飛行隊の根幹となった。しかしながら、この機体は新しいYak-9やYak-3をベースにしながらユーゴスラビア国内の復興事情により機体構造や搭載エンジンなどにスペックダウンを行わざるを得なかった。実質的には、S-49AはそのもととなったYak-9やYak-3よりむしろYak-1の改良型であるといった方がよいものであった。スペックダウンは、この機体を参考に行われたものと考えられる。Yak-1はYak-3などよりは劣る旧式の戦闘機であった。しかし、Yak-3やYak-9より金属使用量の少ない構造であったことは当時のユーゴスラビアにとっては有利な特徴であり、機体性能もまずまずのものであったことから、Yak-1はS-49Aの開発に際してはモデルとして最適な機体であったといえる。
S-49Aはその後登場したより優れた機体に代替され、ほぼすべての機体が破棄された。現在では、修復技術の充分ではない1 機のS-49A(機体番号2319/19)がベオグラードの航空博物館に現存しているに過ぎない。

### 西側への接近
しかしながら、戦後のスターリンとティトーの友好関係は長くは続かなかった。1951年、ソビエト飛行家の「最良の友」(スターリンのことである)は、自身のユーゴスラビアの学友を世界の帝国主義のスパイとして痛烈に批判した。また、国家間の関係は真の冷戦体制へと向かっていった。
ソ連との断絶は、ユーゴスラビアの航空界に痛烈な打撃を与えた。予備部品や航空機の供給が中止され、またソ連の大学やアカデミー、航空学校で学んでいた専門家たちは早急に国外追放された。ティトーは自身の方針を示した。すなわち、これ以来ユーゴスラビアは外国に翻弄されることのない体制を構築する不断の努力を続けることとなった。航空産業もその例外ではなく、航空機の完全な国産化が目指されることとなった。
他国からの独立は無論よいことであったが、ユーゴスラビアはいまだ戦争による荒廃から立ち直っておらずしばらくは自力での空軍への近代的航空機の供給は不可能であった。そこで、すでに開発されていたS-49Aの発展型の開発に平行して、1951年11月にアメリカ合衆国およびイギリスとの軍事的協力の条約が締結された。まもなく、140 機のモスキートと150 機のF-47サンダーボルトがユーゴスラビアへ提供され、その後も西側製の機体が供給された。

### ソ連の接近
スターリンの死後、ソ連の新しい首脳部はユーゴスラビアとの関係の修復の道を探るようになった。ソ連としては、社会主義圏であるユーゴスラビアが西側に取り込まれることを座視するわけにはいかなかったのである。フルシチョフが初めてティトーと会見を行って以降、ユーゴスラビアへは再びソ連の航空技術が提供されるようになった。ユーゴスラビア圏では、現代でもソ連圏の航空技術が優勢である。

### S-49の完成
ソ連から十分な支援が得られるようになったのにも拘らず、ユーゴスラビアは国内の航空産業を強化発展させる努力を継続した。すべての航空部品が国内で供給可能となることが目指された。航空設備の拡充のための新たな製造施設が建設された。1949年より、プルヴァ・ペトレトカ市で航空機の脚部と水素装置の組み立てが始められた。ラコヴィツァの工場は大幅に拡充され、航空機用エンジンの製造を行った。バニャ・ルカの技師たちは、無線器と電子機器の製造を行った。1951年には、ボスニア・ヘルツェゴヴィナのモスタルのソコ(Soko)航空機工場での作業が開始された。ソコ航空機工場は、その後航空機分野においてのみならずユーゴスラビアの主要な組立企業のひとつとなった。いくつかの工場からなるこの大規模な組立企業においては、冷房、自動車の伝達装置(トランスミッション)、トラクターなど数多くの製品が生産された。ソコに対する航空機発注は、1952年より始められた。それは、新型戦闘機S-49C(С-49Ц)の主翼と尾翼の組み立てであった。
S-49Aの受領から3年後、改良され全金属製となったS-49Cが完成された。この新型機は、戦闘機としてのみならず、戦闘爆撃機、偵察機としても使用されることが予定された。この機体には、フランス製の小型エンジンHS 12A-17が搭載された。これ以外にも、ドイツ製のDB 605を搭載したS-49B(С-49Б)が開発された。しかし、量産化に当たってはS-49Cが選ばれた。その後数年の間に、112 機のS-49Cが生産された。
量産第2シリーズでは、垂直尾翼の前方にドーサル・フィンが追加され、機体の安定性の向上が図られた。
使用中には、武装の改良も行われた。すなわち、主翼下には無誘導ロケット弾HVARの発射装置と20 mm MG 151/20機関砲または12.7 mm M2機銃のコンテナーが据え付けられた。なお、HVARはアメリカ製、MG 151/20はドイツのマウザー(Mauser)製、M2はコルト・ブローニング(Colt Browning)製である。それ以外にも、一部の部隊では2 発の50 kg爆弾を搭載できるよう機体に改修を施した。
ジェット戦闘機の登場により、S-49Cは部隊から押しやられた。早くも1961年には退役し、その稼動期間は10年に満たなかった。現代に残されているのはわずか1 機に過ぎず、その機体(機体番号2400/400、ページ冒頭の写真の機体)はベオグラードの航空博物館に展示されている。

## 派生型
- S-49(С-49)：IK-3の発展型。
- S-49A(С-49А)：Yak-9とYak-3を参考に設計された機体。
- S-49B(С-49Б)：ダイムラー・ベンツ製のエンジンを搭載した発展型。
- S-49C(С-49Ц)：イスパノ・スイザ製のエンジンを搭載した発展型。

## スペック

### S-49A
- 翼幅：10.30 m
- 全長：8.43 m
- 全高：3.20 m
- 翼面積：16.60 m2
- 空虚重量：2320 kg
- 通常離陸重量：2950 kg
- 発動機：クリーモフ設計局(ОКБ Климова)製VK-105PF(ВК-105ПФ) レシプロエンジン ×1
- 出力：1,180 馬力
- 最高速度：554 km/h
- 実用航続距離：690 km
- 上昇力：1,026 m/min
- 実用飛行上限高度：10,000 m
- 乗員：1 名
- 武装：20 mm機関砲ShVAK(ШВАК) ×1(弾数120発)、12.7 mm機銃UBS(УБС) ×2(弾数200発)

### S-49C
- 翼幅：10.30 m
- 全長：9.06 m
- 全高：3.20 m
- 翼面積：16.64 2
- 空虚重量：2,818 kg
- 通常離陸重量：3568 kg
- 発動機：イスパノ・スイザ(Hispano-Suiza)社製 12Z-11Y レシプロエンジン ×1
- 出力：1,500 馬力
- 最高速度：628 km/h
- 実用航続距離：690 km
- 上昇力：889 m/min
- 実用飛行上限高度：10,000 m
- 乗員：1 名
- 武装：20 mm機関砲MG 151/20 ×1、12.7 mm機銃M2、空対地ロケット弾HVAR ×4、または50 kg爆弾(主翼下面の牽引架に搭載) ×2

## 運用国
- ユーゴスラビア